# マラソン (吉田拓郎のアルバム)
『マラソン』（MARATHON）は、1983年5月21日に吉田拓郎がリリースした13枚目のスタジオアルバムである。

## 解説
- すべての作詞・作曲・編曲を吉田拓郎が担当している。全曲の作詞作曲を手がけたのは1970年に発売された1stアルバム『よしだたくろう 青春の詩』以来13年ぶりであった。
- 吉田拓郎の作品で初めてコンピュータによる打ち込みを取り入れた作品である[2]。

## 収録曲
- 全作詞・作曲・編曲：吉田拓郎

1. あいつの部屋には男がいる
2. お前が欲しいだけ
3. 友と呼べれば
4. KAHALA (5000 KAHALA AVENUE HONOLULU, HAWAII)
ハワイについて歌った曲。のちに『こんにちわ』にリメイクバージョンが収録
5. 今夜も君をこの胸に
6. 愛は誰かのとなりに
7. すぅいーとるーむばらっど
8. マラソン

## 参加ミュージシャン
| あいつの部屋には男がいる - E.Guitar, Synthesizer：吉田拓郎 - All Fantastic Solo Guitar：青山徹 - Drums & Percussion：島村英二 - Bass：武部秀明 - A.Piano, Organ：中西康晴 - E.Piano, Organ & Synthesizer：エルトン永田 お前が欲しいだけ - E.Guitar：吉田拓郎 - All Fantastic Solo Guitar：青山徹 - Drums & Percussion：島村英二 - Bass：武部秀明 - A.Piano, Organ：中西康晴 - E.Piano, Organ & Synthesizer：エルトン永田 - Chorus：Great 東郷昌和 & 小出博志 友と呼べれば - E.Guitar：吉田拓郎 - All Fantastic Solo Guitar：青山徹 - Drums & Percussion：島村英二 - Bass：武部秀明 - A.Piano, Organ：中西康晴 - E.Piano, Organ & Synthesizer：エルトン永田 KAHALA (5000 KAHALA AVENUE HONOLULU, HAWAII) - E.Guitar：吉田拓郎 - All Fantastic Solo Guitar：青山徹 - Drums & Percussion：島村英二 - Bass：武部秀明 - A.Piano, Organ：中西康晴 - E.Piano, Organ & Synthesizer：エルトン永田 - Chorus：Great 東郷昌和 & 小出博志 | 今夜も君をこの胸に - A.Guitar & Solo Guitar：吉田拓郎 - E.Guitar & All Fantastic Solo Guitar：青山徹 - Drums & Percussion：島村英二 - Bass：武部秀明 - A.Piano, Organ：中西康晴 - E.Piano, Organ & Synthesizer：エルトン永田 - Solo Guitar：常富喜雄 - Chorus：Great 東郷昌和 & 小出博志 愛は誰かのとなりに - E.Guitar & All Fantastic Solo Guitar：青山徹 - Drums & Percussion：島村英二 - Bass：武部秀明 - A.Piano, Organ：中西康晴 - E.Piano, Organ & Synthesizer：エルトン永田 - Chorus：Great 東郷昌和 & 小出博志 すぅいーとるーむばらっど - E.Guitar & All Fantastic Solo Guitar：青山徹 - Drums & Percussion：島村英二 - Bass：武部秀明 - A.Piano, Organ：中西康晴 - E.Piano, Organ & Synthesizer：エルトン永田 - T.Sax：清水靖晃 マラソン - All Instruments Except E.Piano：中西康晴 - E.Piano：エルトン永田 |